# 널길

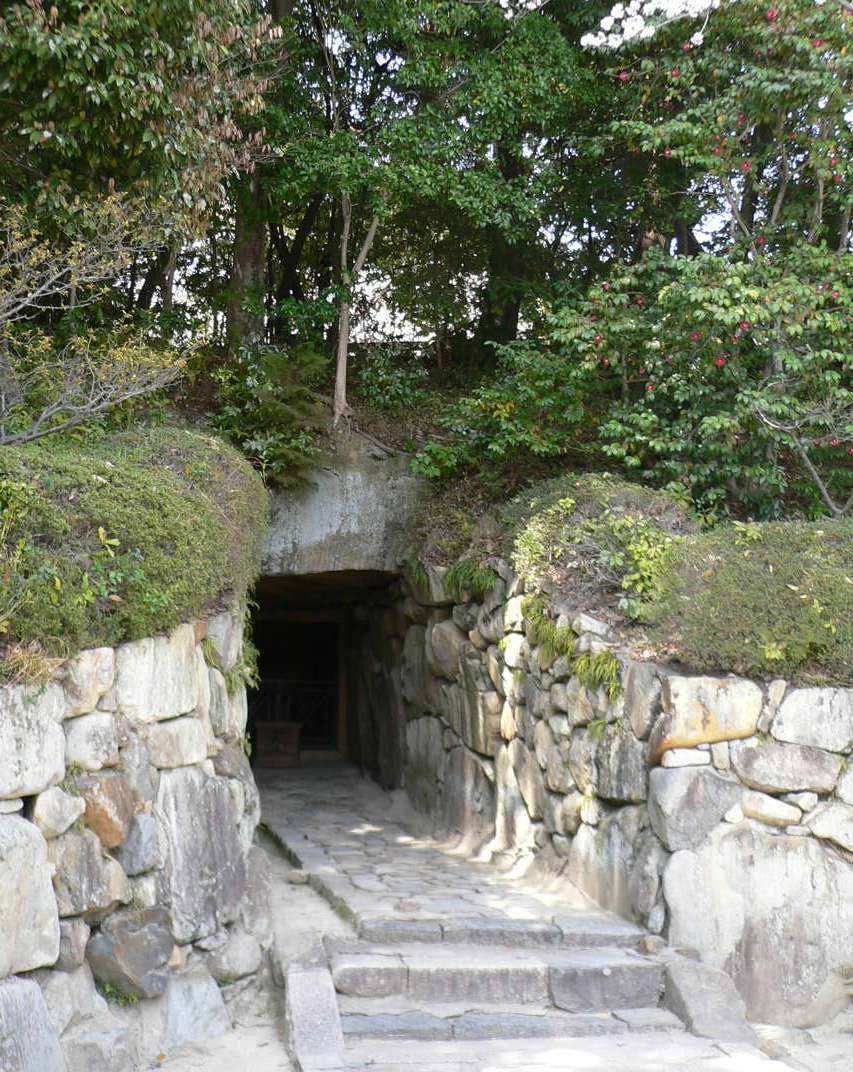
일본 효고현 다카라즈카시 소재 하쿠쵸즈카고분의 널길.

널길, 연도(羨道)는 굴식 돌방무덤(횡혈식 석실분)이나 굴무덤(횡혈묘) 등의 고분에서 시신이 안치된 널방(현실)과 외부를 연결하는 통로를 말한다. 널길이 있는 무덤은 널길무덤(연도분)이다. 무덤 밖에서 널길로 들어가는 문을 널문(연문)이라고 한다.